# Linas Kleiza
Linas Kleiza, né le 3 janvier 1985 à Kaunas, est un joueur lituanien de basket-ball, évoluant au poste d'ailier fort.

## Biographie
Linas Kleiza effectue son cursus scolaire et universitaire aux États-Unis, d'abord en High School à Montrose Christian School, puis en université chez les Tigers du Missouri de l'université du Missouri. Durant sa dernière année en High School, il réalise 20,5 points et 12,2 rebonds. Cette même année, il rejoint la sélection des moins de 19 ans de la Lituanie. Il participe au championnat du monde de sa catégorie d'âge où la Lituanie remporte la médaille d'argent, battue par l'Australie sur le score de 126 à 92. Linas Kleiza termine pour sa part au premier rang des marqueurs avec 29,1 points dont, des pourcentages de 58,4 aux tirs et 84 aux lancers-francs.
Sa première saison chez les Tigers est perturbée par une blessure, à l'épaule droite, qui la prive des dernières rencontres. Avant sa blessure, il est le troisième marqueur de son équipe avec 11,1 points en 23,1 minutes. Sa moyenne de rebond est sur ses seize rencontres disputées de 8,4 rebonds. La saison suivante, il est le meilleur joueur de son équipe avec 16,1 points et 7,6 rebond en 31,5 minutes disputées, ce qui est le plus gros temps de jeu de son équipe. Il termine dans le meilleur cinq lors du tournoi de la Big 12 avec des statistiques de 29,5 points et 9,0 rebonds lors des deux matchs disputés.
Il est sélectionné en 27e position, au premier tour, par les Trail Blazers de Portland. Ce droit appartenait préalablement à Dallas qui l'avait transféré au Jazz de l'Utah. Il fait peu de temps après partie d'un échange qui l'envoie chez les Nuggets de Denver, Jarrett Jack rejoignant Portland. Pour sa première saison dans le Colorado, il dispute 61 rencontres, dont deux en commençant la rencontre. Il met à profit les 8,5 minutes qui lui sont accordées pour marquer 3,5 points et capter 1,9 rebond. Lors de ses trois rencontres disputées en play-off, il réalise 2,0 points et 1,3 rebond en seulement 4,7 minutes. Les Nuggets échouent face aux Clippers de Los Angeles sur le score de quatre à un.
Lors de la saison 2006-2007, il dispute 79 rencontres de saison régulière, dont 14 en tant que starter. Son temps de jeu progresse pour atteindre 18,8 minutes. Ses statistiques atteignent 7,6 points et 3,4 rebonds. Il dépasse à quatre reprises la barre des 20 points marqués par rencontre. Il franchit à deux reprises la barre des dix rebonds. Denver, terminent à la sixième place de la Conférence Est avant de s'incliner au premier tour des play-offs face aux Spurs de San Antonio sur le score de quatre à un.
Il obtient cinq minutes de temps de jeu supplémentaires lors de la saison 2007-2008, temps qu'il met à profit pour atteindre 11,1 points et 4,2 rebonds. Denver, qui termine à la huitième place à l'Ouest, se heurte aux Lakers de Los Angeles lors du premier tour, qui l'emportent facilement quatre à zéro.
Lors de la saison 2008-2009, Linas Kleiza dispute sa quatrième saison sous le maillot de Denver. Il dispute les 82 rencontres de la saison régulière, dont sept en tant que débutant. Avec un temps de jeu légèrement inférieur, 22,2 contre 23,9 l'année précédente, il marque 9,9 points et capte 4,0 rebonds.
Il signe alors un contrat important, 12,2 millions de dollars sur deux ans, avec le club grec de l'Olympiakós Le Pirée. Il prend rapidement une place importante au sein de l'effectif grec. Il occupe ainsi la seconde place à l'évaluation lors de la saison 2009-2010 de l'Euroligue, compétition où il occupe le premier rang des marqueurs avec 17,25 et la troisième des rebondeurs avec 6,40. Il obtient même le titre de meilleur joueur de la seconde journée des quarts de finale en réalisant une évaluation de 35, avec 26 points, neuf rebonds, deux interceptions et une passe lors d'une victoire 90 à 73 face aux Polonais de Gdynia. l'Olympiakós se qualifie pour le Final Four de la compétition. Plus tôt dans la saison, il a remporté son premier titre en Grèce avec une victoire lors de la coupe de Grèce.
En juillet 2013, Kleiza rejoint le Fenerbahçe Ülker où il signe un contrat de deux ans.
Lors du championnat d'Europe 2013, Kleiza fait partie de la sélection lituanienne qui obtient la médaille d'argent. Il est élu dans le meilleur cinq de la compétition avec Bojan Bogdanović, Goran Dragić, Marc Gasol et le MVP Tony Parker.
En juin 2014, il remporte le championnat de Turquie.

## Palmarès

### Sélection nationale
- Championnat du monde
  -  du Championnat du monde 2010 en Turquie.
  - 7e du Championnat du monde 2006 au Japon.
- Championnat d'Europe
  -  Médaille d'argent au Championnat d'Europe 2013

### Distinction personnelle
- Élu dans le meilleur cinq du Championnat du monde 2010[8].
- Trophée Alphonso-Ford récompensant le meilleur marqueur de l'Euroligue en 2010